# Мянтюсаари, Теэму
Теэму Мянтюсаари (фин. Teemu Mäntysaari, род. 7 января 1987 г.) — финский гитарист. Известен как участник метал-групп Wintersun, Imperanon, Induction, Smackbound и Megadeth.

## Карьера
В 2004 году присоединился к группе Wintersun и с тех пор гастролировал с ними. Также играл в группе Imperanon до их распада в 2007 году. Написал много неизданных песен с Imperanon.
Также играет в Smackbound с 2015 года.

### Megadeth
5 сентября 2023 года Мянтюсаари выступил в качестве ведущего гитариста в туре Megadeth по Северной Америке, поскольку гитарист Кико Лорейро занимался нераскрытыми семейными делами. Мянтюсаари был назначен по рекомендации Лорейро.
21 ноября 2023 года лидер группы Megadeth Дэйв Мастейн опубликовал официальное заявление, в котором объявил, что группа «собирается двигаться вперед с Теэму Мянтюсаари в качестве гитариста Megadeth», в то время как Лорейро остается в бессрочном перерыве. Мянтюсаари стал постоянным участником группы в январе 2024 года, поскольку Лорейро объявил о своем уходе из Megadeth.